# ベトミン

ベトミンの旗。後にベトナム民主共和国の国旗となった。

ベトミン（ベトナム語：Việt Minh / 越盟）、正式名称：ベトナム独立同盟会（ベトナムどくりつどうめいかい、ベトナム語：Việt Nam Ðộc Lập Ðồng Minh Hội / 越南獨立同盟會）は、1941年5月19日に正式に結成され、フランスによる植民地支配からの独立を求め第一次インドシナ戦争において戦闘に従事したベトナムの独立運動組織である。ホー・チ・ミンが結成して主席となり、ヴォー・グエン・ザップおよびファム・ヴァン・ドンがともに指導した。

## 歴史
19世紀末から20世紀初頭にかけてインドシナはフランスの侵略を受け、植民地化されていった（フランス植民地帝国）。

### 第二次世界大戦期
ベトミンは、当初ベトナムを支配するフランス軍を敵としたが、1940年（昭和15年）に日本軍がフランス（枢軸側のヴィシー政権）との合意の下に仏印進駐を行って実質的な支配者となった後は、日本軍も敵と見なし、ゲリラ戦を展開した。ベトミンは、アメリカ合衆国および中華民国から資金援助を受けた。
1940年（昭和15年）、北部バクソンで蜂起が起こり地元のトー族、ヌン族が日本軍に抵抗した。1941年、南部メコンデルタで大規模な蜂起が起き、革命委員会が権力を掌握し一部で農民に土地を再分配したが、やがてフランス軍に鎮圧され、6,000人が逮捕、数百人が処刑された。1944年（昭和19年）、コメの不作、植民地政府による稲作からジュートへの強制転作、日本軍によるコメの大量買い付け、南部からの輸送量の低下などが重なり、コメが不足した北部一帯に大飢饉が発生し、大量の餓死者を生むとベトミンは日本軍の食糧庫を襲撃した。
第二次世界大戦末期の1945年（昭和20年）3月9日、ヴィシー政権の崩壊によってフランス植民地政府と軍が日本から離反・敵対することを恐れた日本軍は、軍事行動に出てフランス軍を制圧した（明号作戦）。3月11日、日本軍からの連絡に基づき保大帝がベトナム独立を宣言しベトナム帝国が樹立されたが、ベトミンはこのベトナム帝国を日本の傀儡政権として、対日ゲリラ活動を継続した。
1945年（昭和20年）8月15日に日本が無条件降伏すると、8月18日から8月28日にかけてベトミンが指導する蜂起が全土で起こり、保大帝を退位させベトナム帝国から権力を奪取した（ベトナム八月革命）。そして、日本が終戦の文書に調印した9月2日に、ベトナム民主共和国の樹立を宣言した。

### 第二次世界大戦後
フランス軍（連合国軍）が日本軍（枢軸国軍）に勝利すると、フランス軍はインドシナに復帰し、ベトミンとの間に第一次インドシナ戦争が勃発した。フランス軍の戦費の大半はアメリカ合衆国によって援助された。ハノイ・ハイフォン・サイゴンの主要三都市を保持するフランス軍に対し、ベトミンは農村部の大半を支配し、粘り強いゲリラ戦を継続した。当初ベトミンを一年半で全滅させることを宣言したフランスは、抵抗が激化したため次第に防戦に回るようになった。
1946年、ベトミンは8万の正規軍とさらに莫大な非正規軍を創設した。1951年3月3日、ベトミンはインドシナ共産党の別の統一戦線組織であったリエンベト（ベトナム国民連合会）と合同して「リエンベト戦線」となったが、その後も一般には「ベトミン」と呼ばれ続けている。
1954年、ベトミンはフランス軍のディエンビエンフー要塞を完全包囲し、昼夜を問わぬ砲撃と勇敢な擲弾兵による攻撃によってフランス軍を降伏させた（ディエンビエンフーの戦い）。このフランスの敗戦がきっかけとなり、ジュネーヴ和平協定が締結され、第一次インドシナ戦争は終結した。9年間の戦争で、フランス連合軍は戦死者9万4000人含む17万2000人が死傷し、ベトミンは50万人の死傷者と25万人の民間人戦死者を出した。
ジュネーヴ協定によって、ベトナムは1956年の選挙で統一されるまでの臨時措置として北ベトナムと南ベトナムに分割された。ベトミン軍は1954年10月10日にハノイを占領し、フランス軍はベトナムから撤退した。1955年、ベトミン（リエンベト戦線）は植民地からの解放という任務は達成されたとして自らの解散を宣言し、同年9月10日、これを継承する統一戦線組織として現在まで続く「ベトナム祖国戦線」が結成された。
その後、南ベトナムとアメリカ合衆国は、ホー・チ・ミンが国民的な英雄と見なされて選挙に勝利することを恐れ、1954年の協定を破棄し選挙での統一を拒絶した。ほぼ12万人の南部ベトミン兵士とその家族は北ベトナムに北上していたが、その数を上回るベトミン支持者が南に残留していた。1955年夏に開始された共産主義者弾劾運動では、5万 - 10万人が収容所に送り込まれ、ジェム政権によるベトミン狩りが激しさを増した。こうした元ベトミンを含む南ベトナム国内のゲリラは、やがて北ベトナムによってベトコンと呼ばれる南ベトナム解放民族戦線を組織しサイゴン政権及びアメリカと敵対した。